# Néronde-sur-Dore
 Néronde-sur-Dore  là một xã ở tỉnh Puy-de-Dôme trong vùng Auvergne-Rhône-Alpes miền trung nước Pháp. Xã này nằm ở khu vực có độ cao trung bình 304 mét trên mực nước biển.